# 臺南市安南區安順國民小學
臺南市安南區安順國民小學（英語：Anshun Elementary School, Annan District, Tainan City），簡稱順小。位於台南市安南區安和路三段193號，是安南區的國民小學。校名源於安南區的前稱「安順庄」。

## 歷史沿革
大正五年（1916年）4月1日日本人在現今的安南區總頭里南端設立安順公學校，昭和13年（1938年）12月22日校址由總頭里遷移至現址，昭和16年（1941年）4月1日改稱安順國民學校。台灣光復後，民國35年（1946年）4月，台南縣安順鄉劃入台南市，該校改稱台南市安南區第一國民學校，民國36年（1947年）4月改稱台南市安南區安順國民學校，民國57 年（1968年）實施「九年國民教育」，更為現名。

## 學區
安南區：
- 安東里
- 新順里
- 安順里
- 安慶里 1-11、13、17、19-20、27-30鄰
- 安西里 1-2、4、8、10-11、14-15 鄰[5]

## 校長列表
台南州安順公學校
- 笠原憲一郎
- 山口政治
- 橋本新三
- 曾我部吉治
- 中村生臣
- 飯盛新六
- 鳥井田依教
- 川田文次

安順國民學校
- 伊知地俊竹
- 陳江龍（1945-1946）

台南市安南區第一國民學校
- 李錫麟（1946）
- 施吉成（1946-1949）

台南市安南區安順國民學校
- 郭文生（1949-1951）
- 蘇連益（1951-1953）
- 陳春發（1953-1954）
- 蘇連益（1954-1964）
- 高華欣（1964-1968）

台南市安南區安順國民小學
- 何明輝（1968-1979）[6]
- 徐家騰（1979-1980）
- 蔡永松（1980-1984）
- 李忠堅（1984-1989）
- 陳金智（1989-1993）
- 邱蕾錦（1993-1997）
- 林清池（1997-2002）
- 左逢源（2003-2009）
- 陳正恩（2009-2016）
- 蘇建銘（2017-今）[7]

## 外部連結
- 臺南市安南區安順國民小學 （页面存档备份，存于）